# 男はつらいよ 寅次郎の青春
『男はつらいよ 寅次郎の青春』（おとこはつらいよ とらじろうのせいしゅん）は、1992年12月26日に公開された日本映画。『男はつらいよ』シリーズの45作目。上映時間は101分。観客動員は200万人。配給収入は14億5000万円（15億円とも）。同時上映は『釣りバカ日誌5』。

## 概要
- 御前様役を長年演じた笠智衆は、本作公開の3か月後に死去しているため、最後の出演作品となった。
- 冒頭の夢のシーンは、本作でラストになった。
- 『トットてれび』第6話「私の兄ちゃん・渥美清」では、本作のポスターを再現したものが登場する。

## あらすじ
寅の旅先での夢は明治時代の日本で、博士の「車寅」が『ハムレット』の翻訳をしている。そこへ満男と泉の若い二人が駆け落ちしてくる。追っ手が来るが、文武両道とばかり撃退する。
泉は東京の表参道のレコード店に無事就職していた。満男は泉と以前より頻繁に会うことができるようになり、楽しい日々を過ごしていた。
寅は、宮崎の油津の食堂で、理髪店を営む女性・蝶子（ちょうこ）と出会う。蝶子が「どっかにええ男でもおらんじゃろか」と嘆息しているところに粋に声を掛けたのであった。所持金が尽きてしまった寅は、散髪と雨宿りをきっかけに、弟で船乗りの竜介と一緒に住む蝶子の家に１日泊めてもらうことになる。
翌日、有給休暇を利用して友人の結婚式に宮崎へと来ていた泉は、蝶子と地元の観光地・飫肥城に来ていた寅次郎と、偶然にも再会する。「どうしてここにいるの」と聞く泉に対して「わかんない」と笑って答える寅。蝶子に気づいた泉は、遠慮して立ち去ろうとする。追いかけた寅は転んで足をケガして救急車。慌てた泉は、くるまやへ電話を入れる。寅の怪我の状況が正確に把握できないまま、騒然となるくるまや。
翌日、満男は、寅を迎えに行くためという名目で、泉に会いに宮崎に行ったが、満男を迎えるための車を運転してくれた竜介と泉が仲良くしているのにヤキモチを焼いて、むくれる。しかし、竜介にいいなずけがいると知ってからは態度を豹変。その日、寅・泉とともに蝶子の家に泊まることにする。
満男に覚られるほどに蝶子に恋をしてしまった寅は、さらに翌朝、竜介が蝶子に寅と結婚したらと勧めるのを聞いてしまう。そこで身を引く事に決めた寅は突然、満男たちと一緒に東京に帰ると蝶子に告げる。予期せぬ別れと寅の同情に怒った蝶子は、寅たち３人と一緒に来ていた海岸から一人、車で去る。泉は「おばさんは、おじちゃまを愛しているのよ。ここに残るべきよ」と言う。前夜の会話で蝶子が、初対面で突然結婚を申し込んできたある男性客がもう一度求婚してきたら受け入れるつもりという、「待ち」の姿勢を語ったことも、印象に残っていたのだ。その一方で、寅の習性をよく知っている満男は反対する。寅は楽しい人だから、蝶子も最初は寅と一緒にいて幸せだろうが、寅は奥行きがない人だから、１年もすれば寅に飽きてしまう、寅はそのことをよく知っているから帰ることを選択したのだと言うのである。泉の提案に乗りかけた寅だったが、結局満男の意見に納得する。しばらくすると蝶子が戻ってきて空港まで送ると言う。寅たちと一緒に過ごせて楽しかったと伝えるためであった。
３人は東京に戻る。近隣も含めての出迎えに対し寅は殊勝に応対する。近隣の人たちは「どうせ３日ももたないだろう」と陰で笑うが、御前様は「髪結いの亭主なら寅にも務まると思いませんか」といつになく寅のことを応援してくれる。
しばらくして、泉の母親が心臓の病気で手術を受けることになり、その付き添いを泉にどうしてもと頼む。泉は悩みつつも休暇を申し出るが、有給休暇を消化したばかりのため却下される。そのため、泉は会社を辞めて名古屋に帰る事を決心する。東京を発つ前に泉が自分に会いたがっていることを知った満男は、大学を飛び出して東京駅へ向かう。泉からもうなかなか東京には戻ってこられないと聞き、発車間際、満男は「おれ何の役にも立てなくて、泉ちゃんの周りをウロウロしているだけの間抜けだったな」と述懐する。泉は涙をこらえて満男に抱きつき、自分から満男にキスをして、新幹線に乗る。閉まったドアのガラス越しに泉が「だったら好きだって言って！」と叫ぶが、満男には聞こえない。
満男がくるまやに帰ってくると、家族に温かく送られ、寅が旅立とうとしている。寅を柴又駅まで見送る満男は、泉に振られたかも知れないと認めつつも、寅のように簡単には諦めない、何年先かわからないが、自分が大人になった時、泉との新しい物語がまた始まるのだと、期待をこめて言う。しかし、別れ際に感極まって「本当はおれ、このまま伯父さんと一緒に旅に出たい気持ちなんだよ」と泣いてしまい、寅に「馬鹿野郎。お前には勉強があるじゃねえか。しっかりしろ！」と励まされる。
今年は正月に満男の家を訪れない泉に、満男は年賀状を送る。「泉ちゃんは他人の助けに甘えるような人ではないことはよく知っているけれど、君の幸せをいつも思っているドジな人間がいることを時々思い出してください」と。一方寅次郎は、下呂温泉で商売している時に、正月休みで新婚旅行に来ていた竜介夫婦と偶然再会する。蝶子が突然、竜介も知らない男と結婚したことを知らされ、相手がどういう男か分からない寅は、蝶子のために心配するのであった。

## スタッフ
- 監督：山田洋次
- 脚本：山田洋次、朝間義隆
- プロデューサー：島津清、深澤宏
- 音楽：山本直純

## キャスト
- 車寅次郎：渥美清
- 諏訪さくら：倍賞千恵子
- 富永蝶子：風吹ジュン
- 車竜造（おいちゃん）：下條正巳
- 車つね（おばちゃん）：三崎千恵子
- 諏訪博：前田吟
- 社長（桂梅太郎）：太宰久雄
- 源公：佐藤蛾次郎
- 御前様：笠智衆
- ポンシュウ：関敬六
- 中村:笠井一彦
- 警官：赤塚真人
- レコード店々長：田山涼成
- 麒麟堂：櫻井センリ
- ゆかり:マキノ佐代子
- 三平:北山雅康
- 吉田(満男の友人):古本新之輔
- 田辺(満男の友人):白鳥勇人
- 忍:西尾まり
- いづやのママ:大江泰子
- 由美:野崎直子
- 竜介：永瀬正敏
- 及川礼子：夏木マリ
- 諏訪満男：吉岡秀隆
- 及川泉：後藤久美子
- ご近所さん：川井みどり（ノンクレジット）
- ご近所さん：篠原靖治（ノンクレジット）
- 備後屋：露木幸次（ノンクレジット）
- 語り：神田山裕 - 夢のシーンの活動弁士。

出典

## 備考
- DVDに収録されている特典映像の「予告編」には以下のような別シーンが収録されている[5]。
  - オープニングの橋の上で商売道具を落としてしまうシーンで、橋からスーパーボールが多数落ちそれを追いかけるポンシュウをカメラが海面上から撮っている別ショット。
  - 祭りでのコンサートで帰ろうとする満男に泉が「詰まらなかったら先に帰っていたら」のあとに満男の「泉ちゃん」のセリフが入る別バージョン。
  - 城で転倒する寅に、蝶子と泉が駆け寄る別バージョン[6]。
  - 蝶子を怒らせて車が去った後、予告編では寅「俺、悪いこと言ったかな」であるが本編では「俺、悪いこと言ったか、泉ちゃん」という台詞に改変されている。
- 新幹線に乗って名古屋へ向かう泉のシーンで以下のようなミスショットが確認できる[7]。「16時07分発15番線ひかり博多行き」の行き先表示のアップ[8]→満男を見つけて新幹線から降りてくる電車の行き先票は「新大阪行」→「16番線の岡山行きはまもなく発車します」のアナウンスで車両へ戻る泉→乗った車両は「こだま大阪行」の行き先票→18番線から動き出した新幹線を満男が追う電車の行き先票は「広島行」。
- 使用されたクラシック音楽
  - ヴェルディ 歌劇『椿姫』第1幕への前奏曲 - 夢のシーン。
  - シューマン 『子供の情景』から第7曲『トロイメライ』弱音器をつけたバイオリンソロ - 夢のシーン。
  - テクラ・バダジェフスカ作曲：『乙女の祈り』オルゴール～くるまやに社長が訪れる。柴又商店街から聞こえる。
  - モーツァルト 『フィガロの結婚』序曲 - 満男が泉の職場のレコード店を来店。
  - 同 『クラリネット五重奏曲』イ長調 K.581 第2楽章  - 蝶子の店で寅さんが散髪をしてもらう。
  - スコットランド民謡 『アニーローリー』 - 竜介のギターソロ。
  - 霧島・高原町の嫁取り唄『ごぜむけ唄』 - 泉が宮崎へむかう機内。
    - もろたよ ホー もろたよな よか嫁もろたよ（よか嫁見るなら はよ出ておじゃれ）

  - 宮崎民謡『安久節（ヤッサ節）』 - 忍の結婚披露宴。
    - ＜唄ばやし＞ヤッサヤッサ 大根（でこん）のヤッサ 切らずにぬそかい 一刀両断 気持ちよさ ヤッサヤッサ ヨサッサヨイトサ

  - ドヴォルザーク 交響曲第9番『新世界より』第2楽章 - トランペット。夕暮れ。満男が江戸川土手で思いにふける。
- 竜介がライブシーンで歌っていたのは、竜介役を演じた永瀬の友人であるロックバンド ヒルビリー・バップスの楽曲「ビシバシ純情！」、ギターを弾くシーンでは「夢見る頃を過ぎても」[9]。

## ロケ地
- 東京都八王子市(東京薬科大学・城東大学として登場)、渋谷区神宮前(カワイミュージックショップ・泉の勤務先)
- 宮崎県宮崎市(宮崎空港、青島、青島神社、鬼の洗濯岩、弥生橋)、日南市(堀川運河、堀川橋、油津港、飫肥城、吾平津神社)、都城市(前田家、忍の嫁ぎ先)、串間市(石破海岸、幸島の浜)
- 岐阜県益田郡下呂町（現下呂市）の下呂温泉、湯之島橋)

出典

## 受賞歴
- 第11回ゴールデングロス賞優秀銀賞[11]
- 第3回文化庁優秀映画作品賞長編映画部門